# Klokkeblomst og feernes hemmelighed
Klokkeblomst og den forsvundne skat er en amerikansk animeretfilm fra 2010.

## Medvirkende
- Gordon Kennedy som Bobble
- Lars Thiesgaard som Chauffør
- Julie Ølgaard som Faunia
- Vibeke Hastrup som Fortæller og Fru Perkins
- Maria Lucia Heiberg Rosenberg som Iridessa
- Timm Vladimir som Klang
- Özlem Saglanmak som Klokkeblomst
- Josephine S. Ellefsen som Lizzie Griffiths
- Nicolaj Kopernikus som Lizzies Far
- Susanne Elmark som Lyria
- Cecilie Stenspil som Rosetta
- Louise Mieritz som Silvia
- Mads Sætter-Lassen som Tristan
- Maria Rich som Vidia